# Musikkritiker
Musikkritiker kallas en person vars yrke är att kritisera och recensera musik. Exempel på vad en musikkritiker kan recensera är noter, framträdanden eller inspelad musik. Denne kan sedan skriva recensionerna i böcker, tidningar eller på internet. 